# Gingidia montana
Gingidia montana är en växtart i släktet Gingidia och familjen flockblommiga växter. Den beskrevs först  av Johann Reinhold Forster och Johann Georg Adam Forster, och fick sitt nu gällande namn av J.W. Dawson 1974.
Arten är en perenn ört som förekommer i New South Wales i Australien samt på Nya Zeeland.